# 권지민 (배우)
권지민(2008년 ~ )은 대한민국의 배우이다.

## 출연

### 방송

#### 드라마
- 2012년 SBS 저녁 일일연속극 《그래도 당신》
- 2013년 JTBC 주말 특별기획 드라마 《궁중잔혹사 - 꽃들의 전쟁》
- 2013년 OCN 일요 미니시리즈 《특수사건 전담반 TEN 2》
- 2013년 KBS2 월화 미니시리즈 《상어》
- 2013년 JTBC 저녁 일일연속극 《더 이상은 못 참아》
- 2014년 KBS2 수목 특별기획 드라마 《감격시대 : 투신의 탄생》
- 2014년 JTBC 월화 미니시리즈 《우리가 사랑할 수 있을까》
- 2014년 SBS 주말극장 《기분 좋은 날》
- 2014년 tvN 금토 미니시리즈 《아홉수 소년》
- 2014년 tvN 일요 미니시리즈 《삼총사》
- 2014년~2015년 OCN 일요 미니시리즈 《닥터 프로스트》 - 장경수의 손녀 역
- 2015년 MBC 주말 특별기획 드라마 《엄마》
- 2016년 MBC 수목 미니시리즈 《굿바이 미스터 블랙》
- 2019년 SBS 아침 일일연속극 《강남 스캔들》 - 방예지 역
- 2020년 MBC 저녁 일일연속극 《찬란한 내 인생》 - 기은하 역

### 영화
- 2018년 영화 《순이》
- 2018년 영화 《흥부》
- 2019년 영화 《나만 없어 고양이》 - 수정 친구 자영 역